# Косогорський металургійний завод
54°07′22.3″ пн. ш. 37°33′33.8″ сх. д. / 54.122861° пн. ш. 37.559389° сх. д.
Косогорський металургійний завод (рос. Косогорский металлургический завод, до 1924 року — Судаковський металургійний завод, з 1926 року — КМЗ імені Ф. Е. Дзержинського) — металургійний завод з неповним металургійним циклом у мікрорайоні Коса Гора міста Тула в РФ. Заснований 1887 року російсько-бельгійським акціонерним товариством. Спеціалізується на виробництві чавуну і феромарганцю, а також промислових відливок, художнього литва та деяких інших товарів. Один з двох основних виробників ливарного чавуну в РФ, виплавляє 30,7 % його виробництва в РФ (друге місце після ВАТ «Тулачермет»).

## Історія
Будівництво заводу у селі Судакове було розпочате за участі бельгійського капіталу 1886 року, він називався Судаковським металургійним заводом. Перший чавун отримано 1887 року. 1898 року введена в експлуатацію 2 доменна піч. Піку виробництва досягнуто 1899 року з виплавкою 91 тис. т чавуну, потім спостерігався спад виробництва у зв'язку з економічним спадом в Російській імперії. 1905 року завод через це тимчасово зупинено. 1913 року було розпочато реконструкцію заводу. 1914 року на ньому виплавлено 80 тис. т чавуну. 1915 року для утилізації доменного шлаку на заводі побудовано цементний цех, також розпочато виробництво снарядів.
1917 року зупинено доменну піч № 1, 1918 року — доменну піч № 2, а також зупинено електростанцію і виробництво цементу. Завод націоналізовано. З 1926 року завод отримав назву «Косогорський металургійний завод імені Ф. Е. Дзержинського». 1932 року задуто доменну піч № 3 корисним об'ємом 697 м³. 1941 року під час Другої світової війни завод було евакуйовано на Урал у місто Лисьва, у 1942 році відновлено його работу.
Протягом 1950-х — 1980-х років на заводі відбувалися реконструкції і модернізації діючих потужностей, вводилися в експлуатацію нові цехи і дільниці. 1992 року завод став акціонерним товариством. 2006 року розпочато широку модернізацію заводу.

## Сучасність
Завод має 3 доменних печі об'ємами ДП № 1 — 1066 м³, ДП № 2 — 462 м³, ДП № 3 — 740 м³, ливарний цех потужністю 7 тис. т на рік — 6000 тис. т чавунного лиття і 1000 т сталевого лиття. На заводі також діють дільниця металургійних брикетів і управляння з переробки шлаків та інші підрозділи.
2014 року завод відвантажив 493,9 тис. т чавуну, 67,7 тис. т феромарганцю, виробив 182,9 тис. штук шлакоблоків, 131,4 тис. т шлакового щебеню, 9,7 тис. т відвального шлаку. На заводі в 2014 році працювало 1843 особи. Завод